# 唐代长安方言考
《唐代长安方言考》（Le dialect de Tch'ang-ngan sous les T'ang, BEFEO., XX, 2 ,1920)是法国汉学家亨利·馬伯樂（Henri Maspéro, 1883—1945)在河内任法国远东学院教授时，于1920年发表的一篇研究唐代长安方言长文。当时正值高本汉开始发表《中国音韵学研究》的时期，马伯乐是第一个著文与高本汉进行全面辩论的人，而本文也成为早期中古汉语研究的一部力作。

## 内容介绍
全文除前言和附录外，共分三篇，第一篇介绍作者的研究动机、研究方法和所使用的文献。第二篇讨论辅音系统，其中第一章讨论声母，第二章讨论韵尾。第三篇讨论元音系统。

### 第一篇 文献
作者所用文献包括《切韵》、汉音、不空对音、汉越语和敦煌出土的一部藏汉对音文献，作者认为这五种材料代表唐代的长安方言。

### 第二篇 辅音系统
作者指出了8世纪以前汉语的全浊声母是不送气的，和高本汉的结论不同。其后作者又指出8世纪以后长安方言的次浊声母塞音化以及重唇音轻唇化。
在韵尾一章里作者指出8世纪以后西北方言的塞音韵尾擦音化以及鼻音韵尾的弱化。

### 第三篇 元音系统
本篇中作者全面阐述的唐代长安方言的元音系统，并且列出韵表。

## 出版
该书原文用法文写成，1920年初版以后，中国各大图书馆都有抽印。该书汉译可上溯至1935年以前，北京大学文科研究所交由该所助教沈仲章翻译。沈译全书底稿在抗战中遗失，但1936年已在报刊上发表部分章节。2004年该书由聂鸿音译成中文，2005年1月中华书局出版。